# جون آرشي ماكنزي
جون آرشي ماكنزي هو سياسي كندي، ولد في 12 سبتمبر 1934 في إينفيرنيس، نوفا سكوشا ‏ في كندا، وتوفي في 18 يوليو 2017 في Belle Cote, Nova Scotia ‏ في كندا. نشط حزبياً في الحزب الليبرالي في نوفا سكوشا ‏.